# 10 серпня
10 серпня — 222-й день року (223-й у високосні роки) в григоріанському календарі. До кінця року залишається 143 дні.

## Свята і пам'ятні дні

### Міжнародні
- Всесвітній день лева.
- Міжнародний день біодизеля.

### Національні
- Еквадор: День Незалежності (1809)
- Ангілья: День Конституції.
- Аргентина: День збройних сил.
- США: День штату Міссурі (1821)

### Релігійні

#### Християнство
Католицизм
- День Святої Філомени
- День Святого Герайнта.
- День Святого Лаврентія, Покровителя Жовкви.

Православ'я
- Мучеників архідиякона Лаврентія, Сикста, папи, Фелікисима й Агапіта, дияконів, Романа, Римських.

## Іменини
✙ Православні: Роман.

## Події
- 1512 — морська битва при Санкт-Матьє
- 1519 — Фернан Магеллан розпочав своє перше навколосвітнє плавання
- 1664 — Османська імперія та Священна Римська імперія склали Вашварський мир
- 1678 — Франція та Нідерланди підписали Німвегенські мирні договори
- 1793 — Лувр відкрився для публіки
- 1819 — латиноамериканський борець за незалежність від Іспанії Сімон Болівар зайняв столицю Колумбії Боготу
- 1821 — Міссурі став 24-м штатом США

- 1846 — на гроші, заповідані англійським хіміком і мінералогом Джеймсом Смітсоном, відкрита перша науково-дослідна установа США — Смітсонівський інститут
- 1876 — в Онтаріо (Канада) зроблений перший у світі міжміський телефонний дзвінок
- 1913 — Друга Балканська війна закінчилася підписанням Бухарестського мирного договору між Болгарією, Румунією, Сербією, Чорногорією і Грецією
- 1919 — Запорозька група Армії УНР визволила від більшовиків Вінницю.
- 1945 — Японія оголосила про свою капітуляцію
- 1966 — у США зупинили випуск банкноти 2 долари.
- 1995 — українка Інесса Кравець встановила в Гетеборзі світовий рекорд у потрійному стрибку — 15 м 50 см
- 2012 — набув чинності Закон про мови Колесніченка-Ківалова, що значною частиною українського суспільства розцінюється як антиукраїнський.
- 2016 — ФСБ Росії заявила про затримання «групи громадян України», які нібито готували теракти в окупованому Криму, об'єктами яких були критично важливі елементи інфраструктури і життєзабезпечення півострова, а також про загибель одного співробітника ФСБ під час перестрілки[2]. Володимир Путін заявив, що Україна переходить до терору[3]. Петро Порошенко відкинув усі звинувачення, заявивши, що «ці фантазії — лише привід для чергових військових погроз на адресу України»[4]. Наступного дня, 11 серпня, Рада Безпеки ООН (за винятком Росії) підтримала Україну. Президент США Обама не прийняв російської версії подій і запропонував Путіну ліпше сконцентруватися на виконанні Росією мінських угод.

## Народились
Дивись також Категорія:Народились 10 серпня
- 787 — Абу Машар аль-Балхі (Albumaser), перський математик, астроном і астролог.
- 1737 — Антон Лосенко, український живописець, педагог і культурний діяч, був одним із засновників так званої «історичної школи» в академічному малярстві Російської імперії.
- 1874 — Антанас Смятона, перший президент Литви (†1944).
- 1874 — Герберт Гувер, 31-й президент США (†1964).
- 1894 — Михайло Зощенко, український і радянський письменник (†1958).
- 1912 — Жоржі Амаду, бразильський письменник («Безкрайні землі», «Підпілля свободи», «Повернення блудної дочки») (†2001).
- 1924 — Жан-Франсуа Ліотар, французький філософ і теоретик літератури (†1998).
- 1937 — Андрій Біба, український футболіст («Динамо» Київ), триразовий чемпіон СРСР.
- 1940 — Веніамін Смєхов, кіноактор.
- 1941 — Роман Лубківський, український письменник, державний і громадський діяч, дипломат (†2015).
- 1942 — Вадим Соснихін, український футболіст («Динамо» Київ), чотириразовий чемпіон СРСР (†2003).
- 1959 — Розанна Аркетт, американська кіноактриса (Блакитна безодня, Тікати нікуди, Кримінальне чтиво).
- 1960 — Антоніо Бандерас, іспанський кіноактор («Відчайдушний», «Інтерв'ю з вампіром», «Ніколи не розмовляй з незнайомцями», «Кілери», «Евіта», «Маска Зорро», «Двоє — це занадто»).
- 1960 — Мамука Кікалейшвілі, грузинський актор («Паспорт», «Аферисти», «На Дерибасівській хороша погода») (†2000).
- 1998 — Данило Мурашко український військовий льотчик, майор, повний лицар ордена Богдана Хмельницького (†2023).
- 2003 — Ілля Ковтун, український гімнаст, срібний призер Олімпійських ігор.

## Померли
Дивись також Категорія:Померли 10 серпня
- 1525 — Давид Гірландайо, флорентійський художник епохи Відродження, мозаїст, брат знаменитого італійського художника доби Раннього Відродження Доменіко Гірландайо.
- 1907 — Марко Вовчок, українська письменниця, поетеса.
- 1915 — Генрі Мозлі, британський фізик, один з основоположників рентгенівської спектроскопії та ствердження концепції атомного номера у фізиці і хімії.
- 1923 — Хоакін Соролья, іспанський живописець.
- 1925 — Микола Трінклер, український хірург, вчений та педагог, професор Харківського медичного інституту.
- 1945 — Роберт Ґоддард, американський фізик і інженер, один з піонерів ракетної техніки
- 1979 — Михайло Грицюк, український скульптор
- 1993 — Володимир Веклич, український вчений, винахідник тролейбусного поїзда